# Захват 9-й больницы в Грозном
Захват российскими войсками 9-й больницы в Грозном произошёл в августе 1996 года в ходе боёв в Грозном во время Первой чеченской войны.
Осуществившие захват больницы российские военнослужащие осознавали, что их действия повторяют действия чеченских террористов, ранее дважды захватывавших больницы. Медсёстры рассказывали представителям ПЦ «Мемориал», что угроза «повторить Будённовск» звучала многократно, а один из командиров даже сказал, что он повторяет «подвиг Басаева».

## Предшествовавшие события
В начале августа одна из окружённых групп российских военнослужащих (группа спецназа «Оборотень» Ангарского полка войск МВД) закрепилась в нескольких жилых домах по Моздокской улице, вблизи 9-й городской больницы.
К моменту захвата в больнице находилось около 430 человек: около 300 больных и раненых жителей Грозного (из них треть — лежачие), примерно 100 человек ухаживавших за ними родственников и 30 человек медперсонала (из 90 человек штата на момент начала боёв). Непосредственно здание больницы не обстреливалось, но так как в городе шли тяжёлые бои, с 8-9 августа врачи начали постепенно перемещать больных в подвал больницы. У медперсонала была строгая договорённость с воюющими сторонами, что ни та, ни другая не будет заходить на их территорию и вмешиваться в работу больницы; в частности командир базировавшихся рядом с больницей боевиков дал такое обещание, и на территорию больницы они не заходили, хоть и контролировали при этом большую часть прилегающих к больнице городских кварталов.

## Хронология

### 9 августа
9 августа около 20-30 российских солдат вошли в больницу и, ставя к стенке девушек-медсестер, потребовали выдать боевиков: из больницы по спецназу якобы стреляли. Прикрываясь медиками, они обыскали больницу, чердак, подвал, но никого не нашли.
Когда солдаты вышли во двор, одиночным выстрелом был тяжело ранен в бедро командир группы. Врачи и медсестра занесли его в больницу, оказали помощь. Военные связались по рации с командованием, получив ответ: «Помощи не будет — держитесь до последнего». Спецназовцы заняли оборону в здании больницы, разместив на этажах огневые точки, закрыв и заминировав входы и заявив: «Никто отсюда никуда не уходит».
Командир группы передал чеченцам ультиматум: «Если нас отпустите без единого выстрела, мы уйдем». Те обеспечили выход, но российские военные протянули время до вечера, а затем заявили, что им приказали не уходить, а также что если чеченцы откроют огонь или начнут штурм, они будут убивать заложников — закидают гранатами заполненный больными подвал.

### 10 августа
10-11 августа шли переговоры между захватившими больницу военнослужащими российских федеральных сил и блокировавшим их чеченским отрядом под командованием Хизира Хачукаева. После ранения комбата командование занявшими больницу российскими военнослужащими перешло к другим офицерам. По свидетельству М.Тембулатова, в больнице сосредоточились три отдельные группы солдат с собственными командирами, однако всеми командовал человек по кличке «Боб».

### 11 августа
Днём 11 августа переговоры продолжились. Группа, захватившая больницу, регулярно выходила на связь по рации со своим командованием, и солдаты сказали медсёстрам, что им было приказано не покидать больницу. Из расположенных вокруг домов в здание больницы начали стягиваться группки российских военнослужащих; в результате в больнице собралось от 60 до 90 российских солдат.

Также в больницу были доставлены четверо раненых российских солдат. Со слов Зули Сулеймановой: 
 "Была договоренность с обеих сторон — не стрелять. Через два дома находились российские раненые, солдаты пошли забрать их в больницу. Хизир Хачукаев дал своего боевика Ибрагима без оружия. Он должен был сопровождать российских солдат, чтобы стрельбы не было. Взяли меня и медсестру ещё Зарему. Мы втроем с Ибрагимом были в качестве заложников. Мы все делали добровольно, лишь бы не тронули в больнице никого. Всех раненых собрали, и еще труп у них был. Только выходим — первым, естественно, выходил этот Ибрагим, его ранит снайпер. И тут-то мы поняли, что между федералами — бардак. Чеченский снайпер не мог бить. В конце концов мы из этого дома вылезли через окно, обращенное в другую сторону.
В этом доме, куда мы зашли, находились срочники [то есть солдаты, призванные на срочную службу]. Я не могла из-за стрельбы сразу выйти из дома и долго сидела с ними. Эти солдаты прямо плакали. Рассказали, что даже не знали, куда их везут: «Нас привезли в Чечню — тогда мы только поняли, где мы». 
В ходе эвакуации поблизости разорвалась мина и российский военный прикрыл собой от возможных осколков одну из медсестёр.
Заместитель главврача Мовсар Тембулатов заявлял, что он предлагал разные варианты выхода из положения: пытался свести противостоящих командиров между собой на переговоры, предлагал окружить российских военных «живым щитом» и таким образом вывести их в воинскую часть в автошколе ДОСААФ. Он просил дать возможность выйти ходячим больным из больницы, однако вначале врачам было отказано под предлогом того, что идущие колонной по улицам Грозного люди могут подвергнуться опасности. Врачам было сказано, что разрешение на вывод людей из больницы может дать лишь командир базировавшегося на территории ДОСААФ полка.
Однако Тембулатов вместе с активистом-добровольцем, назвавшимся «Алиханом» (пришедшим 10 августа под видом сотрудника чеченского Красного Креста и договорившимся по дороге к больнице с чеченцами, что те не будут стрелять по идущим по улицам людям) смогли согласовать свой поход к ДОСААФ, договориться с командиром части на вывод 50 человек (детей и женщин), и по итогу переговоров — вывести всех детей и часть женщин (под сопровождением Алихана и двух женщин-врачей).

### 12 августа
Утром 12 августа заведующая реанимацией услышала по радио, что больница якобы захвачена боевиками, взявшими в заложники медперсонал и больных. Эта информация вскоре дошла до солдат и очень их встревожила — те опасались обстрела или бомбардировки со стороны своих же. 
Днём атаку в сторону больницы предприняли российские силы, расположенные на территории ДОСААФ. Однако окружавшие больницу боевики отбили эту атаку и прямо у больницы сожгли два БТРа. Четверо из прорывавшейся к больнице группы оказались в плену у отряда Хачукаева. Во время этого короткого боя из больницы вёлся огонь. По словам медсестёр, российские солдаты затащили в здание «пулемёт, и миномёт, и пушку какую-то длинную низкую на колесах <...>» и вели «оглушительную» стрельбу. Впрочем, по свидетельству одного из членов отряда Хачукаева, на огонь из больницы они отвечали огнём. По итогу этой перестрелки погибли два чеченских боевика и, по свидетельству медперсонала, появились раненые среди российских военнослужащих. На протяжении всего хода захвата больницы лишь в момент этого боя из здания больницы и по нему вёлся огонь.
Во время боя военнослужащие попытались заставить остававшихся в больнице гражданских мужчин выйти на улицу, чтобы подобрать раненых из прорывавшейся российской группы, но этой попытке воспрепятствовали оставшиеся женщины-заложники.
После провала атаки захватившие больницу военные поняли, что подмоги больше не будет, и снова пошли на переговоры об условиях своего выхода; по словам чеченского командира Хачукаева, именно он инициировал начало этих переговоров, велев пленному офицеру написать записку к находившимся в больнице солдатам. В ходе встречи (встреча прошла перед больницей между Хачукаевым и «Аликом» — одним из командиров засевших в больнице военнослужащих. Несколько медсестёр и врачей, в том числе М.Тембулатов, окружали их в качестве гарантов безопасности во время переговоров) была достигнута договоренность о выходе российских сил из больницы и об обмене пленными и заложниками. Российские военнослужащие потребовали для своего сопровождения 100 человек; кроме того, их группу сопровождали 2 безоружных боевика.
Отход в расположение части в городок ДОСААФ прошёл под прикрытием «живого щита» из персонала и пациентов. По словам Мовсара Тембулатова, в ходе выхода произошло два инцидента: чеченцы освободили пленных солдат лишь когда колонна уже вышла с территории больницы, результатом задержки стали угрозы расстрела пленных женщин со стороны российских солдат. Также российские солдаты попытались забрать с собой хирурга (заместителя главврача), но, по словам одного из их заложников, женщины предотвратили эту попытку.
В это время в больнице медперсонал готовил больных к эвакуации в помещение расположенного неподалёку Международного Комитета Красного Креста. Когда шедшие в «живом щите» люди стали возвращаться от воинской части, больница подверглась миномётному обстрелу (до этого на территорию больницы лишь изредка попадали отдельные мины, тут же в течение получаса были выпущены несколько десятков мин). Тем же вечером и на следующее утро больные и медперсонал эвакуировались в помещение Международного Комитета Красного Креста, на следующий день уже опустевшее здание было занято чеченскими силами.

## Жертвы
По словам медсестры Ларисы Бокаевой, за время захвата больницы в подвале умерли 8 больных (по её словам, в подвале находились 210 тяжёлых больных, и они «гнили в прямом смысле» из-за того, что солдаты не давали оказывать медпомощь). Заместитель главврача Мовсар Тембулатов сообщил о 10 умерших (по его словам, гибели этих людей способствовали проблемы с оказанием медпомощи, но он отрицал, что российские солдаты прямо препятствовали врачам её оказывать — медикам разрешали спускаться к больным в подвал через два входа из больничного двора, и по особому разрешению позволяли подниматься на верхние этажи за лекарствами).
В ходе миномётного обстрела 12 августа погибла медсестра Тоита Кутуханова, а также были ранены 2 медсестры, 2 врача и 1 находившаяся на излечении женщина.

## Комментарии
1. ↑  Один из них, стоящий перед центральным входом, представители ПЦ «Мемориал» видели 19 и 20 августа